# Krokodilfarkú bütykösgyík
A krokodilfarkú bütykösgyík (Shinisaurus crocodilurus) vagy kínai krokodilgyík a hüllők (Reptilia) osztályába, a pikkelyes hüllők (Squamata) rendjébe, a lábatlangyík-alakúak (Diploglossa) alrendjén belül a bütykösgyíkfélék (Xenosauridae) családjába tartozó gyíkfaj.

## Előfordulása
Sokáig úgy tudták, hogy a természetben csak Kína szubtrópusi hegyi esőerdeiben fordul elő Hunan és Kujcsou tartományban, illetve Kuanghszi-Csuang Autonóm Terület autonóm területen. 2002-ben azonban felfedezték kis populációit Vietnám északi részén, Quang Ninh and Bac Giang tartományokban is. Ritka és kevéssé tanulmányozott gyíkfaj, mely szerepel a Washingtoni Egyezmény II. függelékében. Egy 2008-as tanulmány 950-re becsülte a Kínában élő egyedek számát.

## Megjelenése
Zöld színű állat, vöröses nyaki mintázattal, illetve sötét és világos minták sávos váltakozásával. A hímek színesebbek mint a nőstények, ami a párzási időszak alatt még szembetűnőbb. 40–60 cm hosszú. Különös ismertetőjegyei a hátán sorokba rendeződött, gumószerűen kiemelkedő, csontos szarupikkelyek és az izmos farok, melyek a krokodiléra emlékeztetnek; innen kapta nevét a gyíkfaj.

## Életmódja
Ideje legnagyobb részét sekély vízben vagy ágakon, növényeken tölti halivadékokra, ebihalakra, csigákra, rovarokra vadászva.

## Fordítás
- Ez a szócikk részben vagy egészben  a   Chinese crocodile lizard című angol Wikipédia-szócikk ezen változatának fordításán alapul.  Az eredeti cikk szerkesztőit annak laptörténete sorolja fel. Ez a jelzés csupán a megfogalmazás eredetét és a szerzői jogokat jelzi, nem szolgál a cikkben szereplő információk forrásmegjelöléseként.